# Lonchodraconidae
Ne doit pas être confondu avec Lonchodectidae.
Famille
Genres de rang inférieur
- †Lonchodraco Rodrigues (d) & Kellner, 2013genre-type et seul genre

Lonchodraconidae est une famille de ptérosaures ptérodactyloïdes. Selon Paleobiology Database en 2025, cette famille des Lonchodraconidae est monotypique avec un seul genre connu, le genre type Lonchodraco.

## Historique
La famille des Lonchodraconidae est décrite en 2013 par les paléontologues brésiliens Rodrigues (d) & Alexander Wilhelm Armin Kellner,, en même temps que le genre Lonchodraco,.

## Fossiles
Selon Paleobiology Database en 2025, cette famille des Lonchodraconidae a deux collections référencées de fossiles. Ces deux collections sont du Valanginien supérieur du Crétacé inférieur au Turonien du Crétacé supérieur, c'est-à-dire datent de 137,05-89,8 Ma avant notre ère .

### Publication originale
- [2013] (en) Rodrigues et Kellner, « Taxonomic review of the Ornithocheirus complex (Pterosauria) from the Cretaceous of England », ZooKeys, vol. 308,‎ 2013, p. 1-112 (DOI 10.3897/zookeys.308.5559).